# Flavigny (Marne)
Flavigny ist eine französische Gemeinde mit 177 Einwohnern (Stand: 1. Januar 2022) im Département Marne in der Region Grand Est. Sie gehört zum Arrondissement Épernay und zum Kanton Épernay-2. 

## Lage
Flavigny liegt etwa 36 Kilometer südsüdwestlich von Reims. Umgeben wird Flavigny von den Nachbargemeinden Oiry im Norden und Nordwesten, Plivot im Norden und Nordosten, Les Istres-et-Bury im Osten und Nordosten, Saint-Mard-lès-Rouffy im Osten und Südosten, Rouffy im Süden und Südosten, Blancs-Coteaux im Süden und Südwesten sowie Avize im Westen.

## Bevölkerungsentwicklung
| Jahr                       | 1962 | 1968 | 1975 | 1982 | 1990 | 1999 | 2006 | 2011 | 2018 |
| Einwohner                  | 115  | 108  | 121  | 178  | 190  | 192  | 205  | 192  | 168  |
| Quellen: Cassini und INSEE |      |      |      |      |      |      |      |      |      |

## Sehenswürdigkeiten

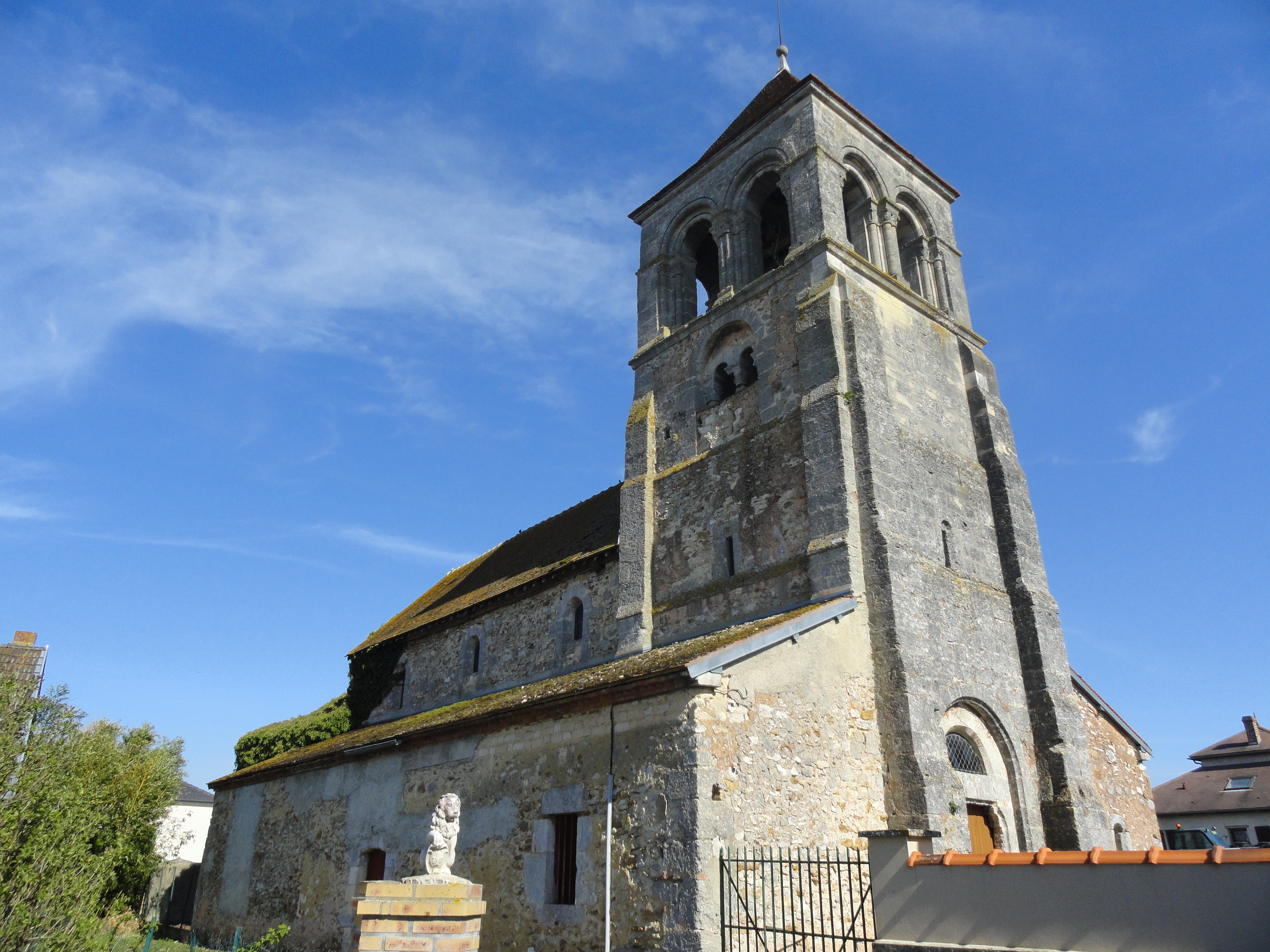
Kirche Saint-Thibault

- Kirche Saint-Thibault